# Manny Machado
Manuel Arturo "Manny" Machado, född den 6 juli 1992 i Hialeah i Florida, är en amerikansk professionell basebollspelare som spelar för San Diego Padres i Major League Baseball (MLB). Machado är främst tredjebasman men spelar även en del som shortstop.
Machado har tidigare spelat för Baltimore Orioles (2012–2018) och Los Angeles Dodgers (2018). Han har tagits ut till sex all star-matcher (2013, 2015–2016, 2018 och 2021–2022) och ett All-MLB First Team (2020). För sitt defensiva spel har han belönats med en Platinum Glove Award (2013) som den bästa defensiva spelaren i American League och två Gold Glove Awards (2013 och 2015) som den bästa defensiva tredjebasmannen i American League. För sitt offensiva spel har han vunnit en Silver Slugger Award (2020) som den bästa offensiva tredjebasmannen i National League. 2013 hade han flest doubles (51) i American League.
Machado är av dominikanskt ursprung.

## Karriär

### Major League Baseball

#### Baltimore Orioles

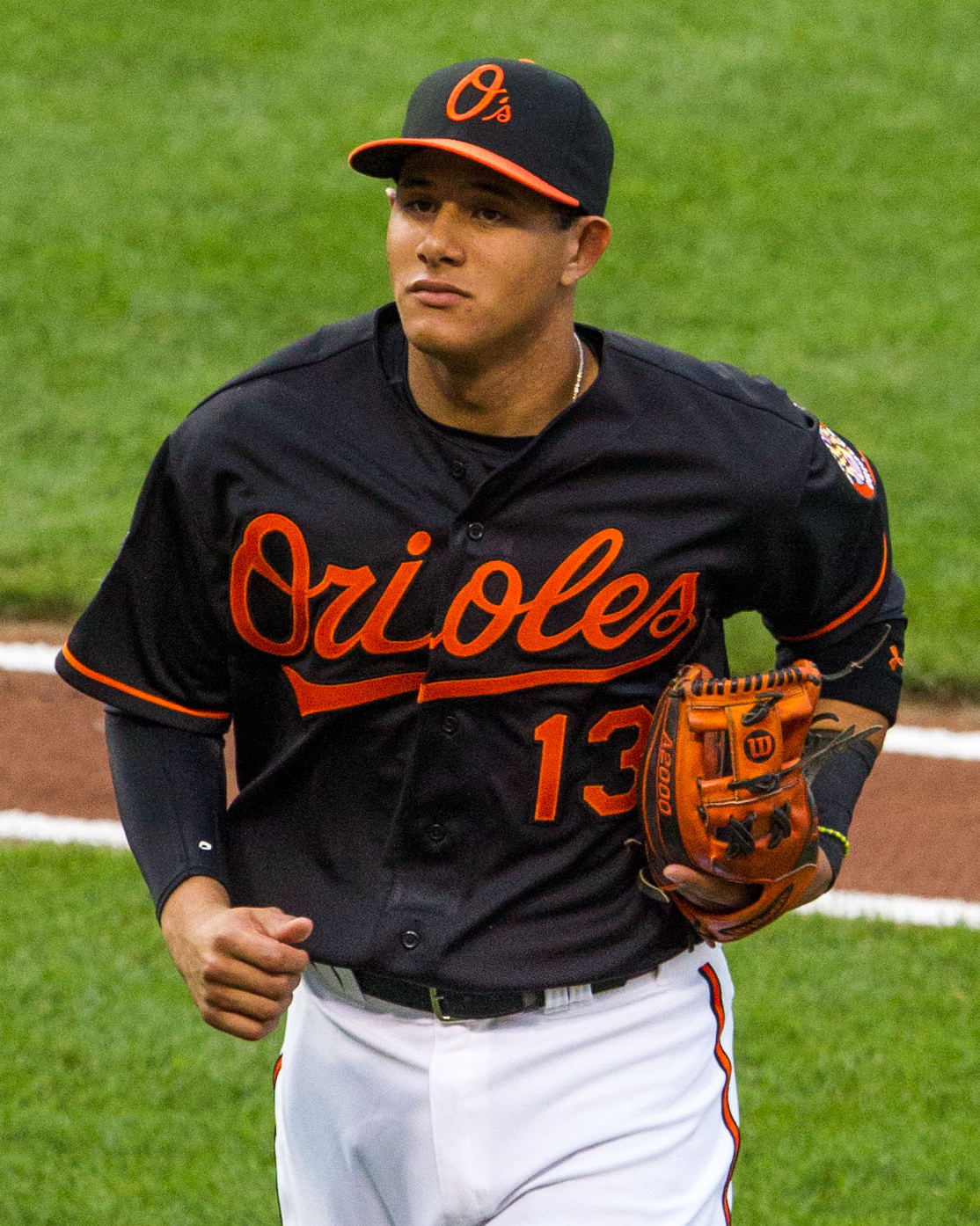
Machado i Baltimore Orioles dräkt 2012.

Machado draftades av Baltimore Orioles 2010 som tredje spelare totalt. Han debuterade i MLB för Orioles den 9 augusti 2012.
Machados första hela säsong i MLB 2013 blev mycket framgångsrik. Han togs ut till sin första all star-match och vann för sitt defensiva spel både en Platinum Glove Award och en Gold Glove Award. Med 51 doubles var han bäst i American League.
Machado slog igenom på allvar 2015 då han hade ett slaggenomsnitt på 0,286, 35 homeruns och 86 RBI:s (inslagna poäng). Han togs ut till sin andra all star-match och vann även sin andra Gold Glove Award. Nästföljande säsong var ännu bättre då han höjde sig till 0,294, 37 homeruns och 96 RBI:s och han togs ut till sin tredje all star-match. 2017 sjönk hans slaggenomsnitt till 0,259, men han slog 33 homeruns och hade 95 RBI:s.
2018 var sista säsongen innan Machado skulle bli free agent och det ryktades under säsongen ständigt om huruvida Orioles skulle trejda honom. Det gjorde klubben i mitten av juli, direkt efter det att han deltagit i sin fjärde all star-match, till Los Angeles Dodgers i utbyte mot fem unga lovande spelare. Machado hade då ett slaggenomsnitt på 0,315, 24 homeruns och 65 RBI:s.

#### Los Angeles Dodgers
Under resten av grundserien var hans slaggenomsnitt för Dodgers 0,273 med 13 homeruns och 42 RBI:s. Sett över hela grundserien med Orioles och Dodgers var siffrorna 0,297, 37 homeruns och 107 RBI:s. Dodgers gick i slutspelet hela vägen till World Series, där det dock blev förlust mot Boston Red Sox med 1–4 i matcher.

#### San Diego Padres
Inför 2019 års säsong skrev Machado på ett tioårskontrakt med San Diego Padres värt 300 miljoner dollar. Det var det dittills dyraste free agent-kontraktet i amerikansk idrottshistoria; det tidigare rekordkontraktet skrevs 2007 mellan Alex Rodriguez och New York Yankees och var värt 275 miljoner dollar över tio år. Rekordet slogs dock bara några dagar senare när Bryce Harper skrev på ett 13-årskontrakt med Philadelphia Phillies värt 330 miljoner dollar.
Under Machados första säsong för Padres var hans slaggenomsnitt 0,256 (lägst dittills under karriären) med 32 homeruns och 85 RBI:s. Han spelade bättre under den av coronaviruspandemin förkortade säsongen 2020, då han hade ett slaggenomsnitt på 0,304, 16 homeruns och 47 RBI:s. Han belönades med sin första Silver Slugger Award, kom trea i omröstningen till National Leagues Most Valuable Player Award och valdes in i All-MLB First Team.
Machado togs ut till sin femte all star-match 2021. I juni året efter nådde han milstolpen 1 500 hits under grundserien och han blev den 17:e spelaren i National/American Leagues historia att nå 250 homeruns och 1 500 hits före sin 30-årsdag. Han valdes att starta all star-matchen 2022, första gången han fick den äran i National League.

### Internationellt
Machado representerade Dominikanska republiken vid World Baseball Classic 2017. På sex matcher hade han ett slaggenomsnitt på 0,269, en homerun och två RBI:s.